# سوسای‌قشلاق، قوبا
سوسای‌قشلاق (به لاتین: Susayqışlaq) یک منطقه مسکونی در جمهوری آذربایجان است که در شهرستان قوبا واقع شده‌است. سوسای‌قشلاق ۴۷۵ نفر جمعیت دارد.